# Josep Antoni Comes Ballester
Josep Antoni Comes Ballester (Pedreguer, 1930 - Alaquàs, 3 d'agost de 2022) fou un sacerdot, periodista i editor valencià, fundador i primer director de la revista Saó.
Religiós i progressista, va impulsar la valencianització de l'Església Catòlica. El 21 de novembre de 1975, l'endemà de la mort de Francisco Franco, organitzà el primer equip de redacció al Convent de Sant Doménec de València per tal de fundar la revista Saó. El primer número aparegué a la venda gairebé un any després, el juliol de 1976, amb l'objectiu d'enfrontar-se a la política reaccionària i conservadora de l'Església Catòlica.
Fou capellà durant molts anys de l'Església de la Mare de Déu de l'Olivar d'Alaquàs, situada a la comarca de l'Horta Sud, on passà els seus darrers temps. Juntament amb la seua germana Clementina, van fer importants donacions al seu poble natal. Morí el 3 d'agost de 2022, als noranta-dos anys. Estigué previst el funeral a les 12 hores del 4 d'agost a la parròquia de la Mare de Déu de l'Olivar i, posteriorment, el seu enterrament a la seua població natal de Pedreguer.